# Karl Franck-Oberaspach
Karl Franck-Oberaspach est un historien de l'art allemand.

## Biographie
Karl Franck nait en 1872 à Oberaspach, Wurtemberg. Il étudie d’abord l'architecture à l'Université technique de Stuttgart de 1890 à 1896. Il étudie ensuite l'histoire de l'art et l'archéologie classique à l'Université de Strasbourg auprès de Georg Dehio et d'Adolf Michaelis. C'est ici qu'il obtient son doctorat en 1898. Jusqu'en 1902, il est assistant du conservateur provincial de Rhénanie, Paul Clemen, à Bonn. En 1902, il obtient son diplôme de professeur à l'Université technique de Stuttgart où il enseigne ensuite comme maître de conférences privé. Il a également enseigné l'histoire de l'art à la Académie des Beaux-Arts de Stuttgart (de). À Stuttgart, il est également secrétaire de l'Association des arts et métiers du Wurtemberg.

## Publications (sélection)
- Zum Eindringen der französischen Gothik in die deutsche Skulptur. In: Repertorium für Kunstwissenschaft 22, 1899, S. 105–110 und 23, 1900, S. 24–37.
- Der Meister der Ecclesia und Synagoge am Strassburger Münster. Schwann, Düsseldorf 1901 (Dissertation).
- Eine fränkische Bildhauerschule vor dem Eindringen der Gotik. In: Christliches Kunstblatt 1901, S. 87–94, 97–107, 113–123, 129–133, 145–154.
- mit Edmund Renard: Die Kunstdenkmäler des Kreises Jülich (= Die Kunstdenkmäler der Rheinprovinz Band 8, Abt. 1). Schwann, Düsseldorf 1902. Digitalisat online (237 S. + Anhang)
- Der Meister der Ecclesia und Synagoge am Strassburger Münster. Beiträge zur Geschichte der Bildhauerkunst des dreizehnten Jahrhunderts in Deutschland, mit besonderer Berücksichtigung ihres Verhältnisses zur gleichzeitigen französischen Kunst. Schwann, Düsseldorf 1903 (Digitalisat).
- mit Edmund Renard: Die Kunstdenkmäler des Kreises Heinsberg (= Die Kunstdenkmäler der Rheinprovinz Band 8, Abt. 3). Schwann, Düsseldorf 1906.
- Künstlerschaft und Fabrikantentum im württembergischen Kunstgewerbeverein. Eine Abwehr. Decker und Hardt, Stuttgart 1907.